# ناحیه کلاریون، شهرستان بورا، ایلینوی
ناحیه کلاریون، شهرستان بورا، ایلینوی (به انگلیسی: Clarion Township) یک منطقهٔ مسکونی در ایالات متحده آمریکا است که در شهرستان بورا، ایلینوی واقع شده‌است. ناحیه کلاریون ۴۲۱ نفر جمعیت دارد و ۲۵۴ متر بالاتر از سطح دریا واقع شده‌است.